# 莱赛
莱赛（法語：Lessay，法語發音：[lɛsɛ]），法国西北部城市，诺曼底大区芒什省的一个市镇，隶属于库唐斯区，其市镇面积为28.95平方公里，2022年1月1日时人口数量为2,255人，在法国城市中排名第4,885位。
莱赛位于芒什省西部，艾河畔，是一个区域性的中心城市，多条公路在此交汇。

## 地名来源
“Lessay”一名最初以“Exaquium”的形式被记载，该名称的来源及含义尚不清楚，可能与当地的一条溪流有关。

## 历史
莱赛成立于2019年1月1日，由莱赛旧市镇和艾河畔昂戈维尔合并而成，其中原莱赛为政府驻地。

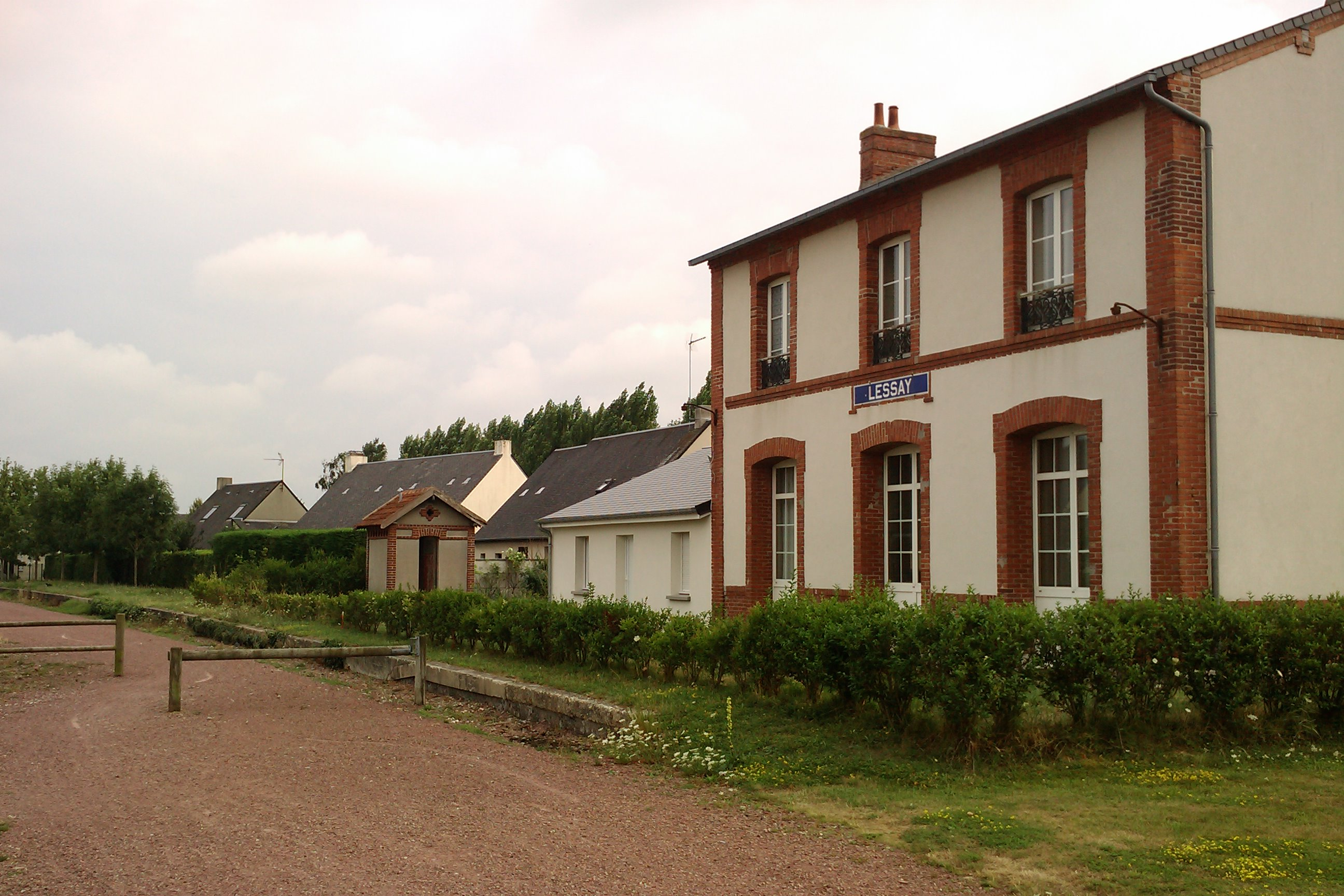
莱赛火车站旧址

莱赛于中世纪初形成聚落。1080年，诺曼底公爵征服者威廉在莱赛兴建圣三修道院，并为莱赛颁发了市镇自由贸易宪章。12世纪时，得益于商贸的发展，莱赛开始形成大型露天集市，其附近的海湾出现了蚝业养殖活动。法国大革命后，莱赛成为芒什省的一个市镇。工业革命期间，途径莱赛的库唐斯—索特瓦铁路建成通车，此外一条连接库唐斯的地方铁路在1909至1932年间运营。诺曼底登陆战役期间，一度被纳粹德军控制的莱赛地区遭遇联军的猛烈轰炸，当地的圣三修道院亦遭到破坏，其战后重建工程持续至1950年。1972年，库唐斯—索特瓦铁路停止服务，部分路段被改建为健身绿道。
艾河畔昂戈维尔最初于1066年被提及，12世纪后被设立为独立堂区，法国大革命后成为芒什省的一个市镇。

## 地理

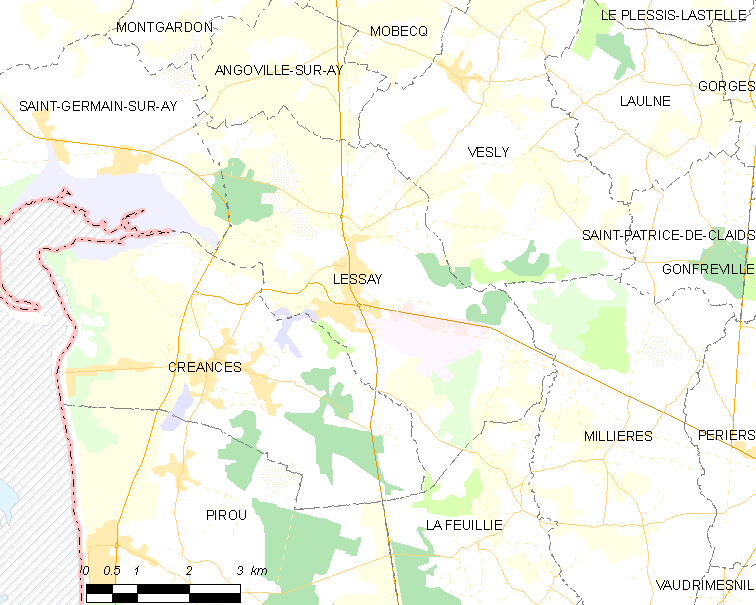
莱赛市镇范围地图

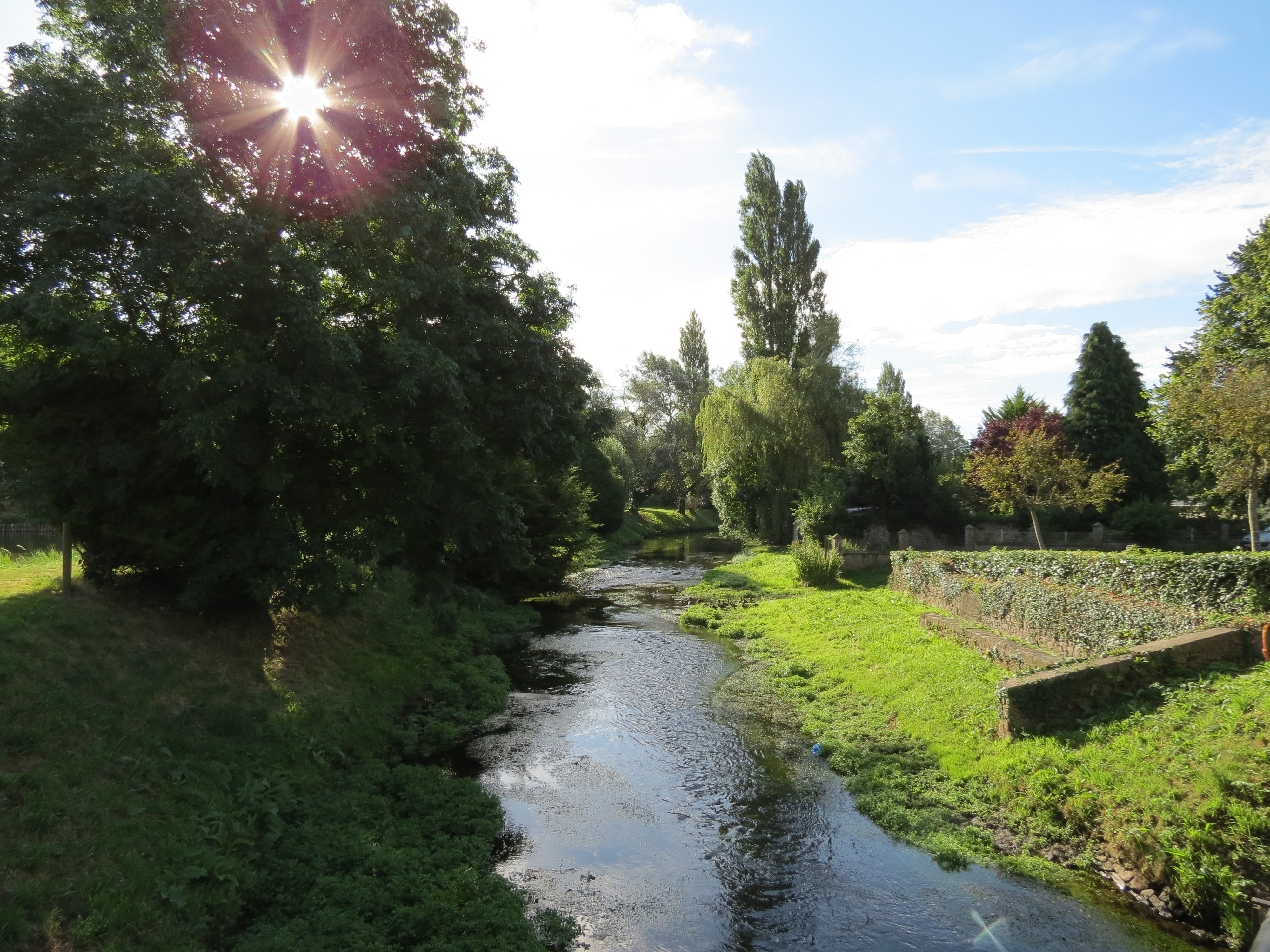
流经莱赛的艾河

莱赛位于法国西北部，诺曼底大区西部和芒什省西部，距离省会圣洛大约38公里。与莱赛接壤的市镇包括：拉艾、克雷昂斯、艾河畔圣日耳曼、韦利、拉弗伊和米利埃。

### 地形
莱赛位于诺曼底丘陵西部，科唐坦半岛中部腹地，境内以平原和浅丘为主，市镇中心地势较为平坦，东侧略有起伏，全境海拔在5到53米之间。

### 水文
莱赛位于艾河流域范围内，该河自东向西流经莱赛镇中心后独立注入大西洋，其右岸支流昂戈维尔溪（ruisseau d'Angoville）在此与其交汇。

### 植被
莱赛属于温带阔叶混交林区，林地多分布于河流附近，市区东部有马通泥炭沼泽国家级自然保护区。
在鲜花城市的评比中，莱赛被评为2星级鲜花城市。

### 气候
莱赛在柯本气候分类法中属于温带海洋性气候（Cfb）。

## 行政区划
莱赛的市镇编号为50267，邮政编号为50430。
在行政管理方面，莱赛隶属于法国诺曼底大区芒什省库唐斯区；在地方选举方面，莱赛隶属于克雷昂斯县，其市镇范围全境被划入芒什省第三选区；在社会管理方面，莱赛是中部芒什西海岸市镇公共社区的组成部分。
截至2023年8月，莱赛市镇范围内暂无任何城市敏感街区及城市政策优先街区。
法国国家统计与经济研究所（简称）在进行数据统计时，未将莱赛划入任何城市核心区（Unité urbaine）及城市区（Aire urbaine）。自2020年起，莱赛被划入包含4个市镇的莱赛城市辐射区。此外，还将莱赛旧市镇和艾河畔昂戈维尔各自看作独立“块区”（IRIS），以便于统计人口分布情况。

## 交通

### 公路
芒什省省道D2线、D72线、D138线、D306线、D394线、D528线、D652线和D900线在莱赛境内交汇。诺曼底大区下属的城际客运提供城际巴士线路，可前往库唐斯、瓦洛涅等地。
2019年，74.7%的莱赛家庭拥有至少一辆私人汽车。2021年，莱赛境内共发生各类交通事故3起，造成3人受伤，其中2人重伤。
| 40 | 56 |

| 圣洛 | 38 |

| 库唐斯 | 21 |

| 佩里耶 | 10 |

### 铁路

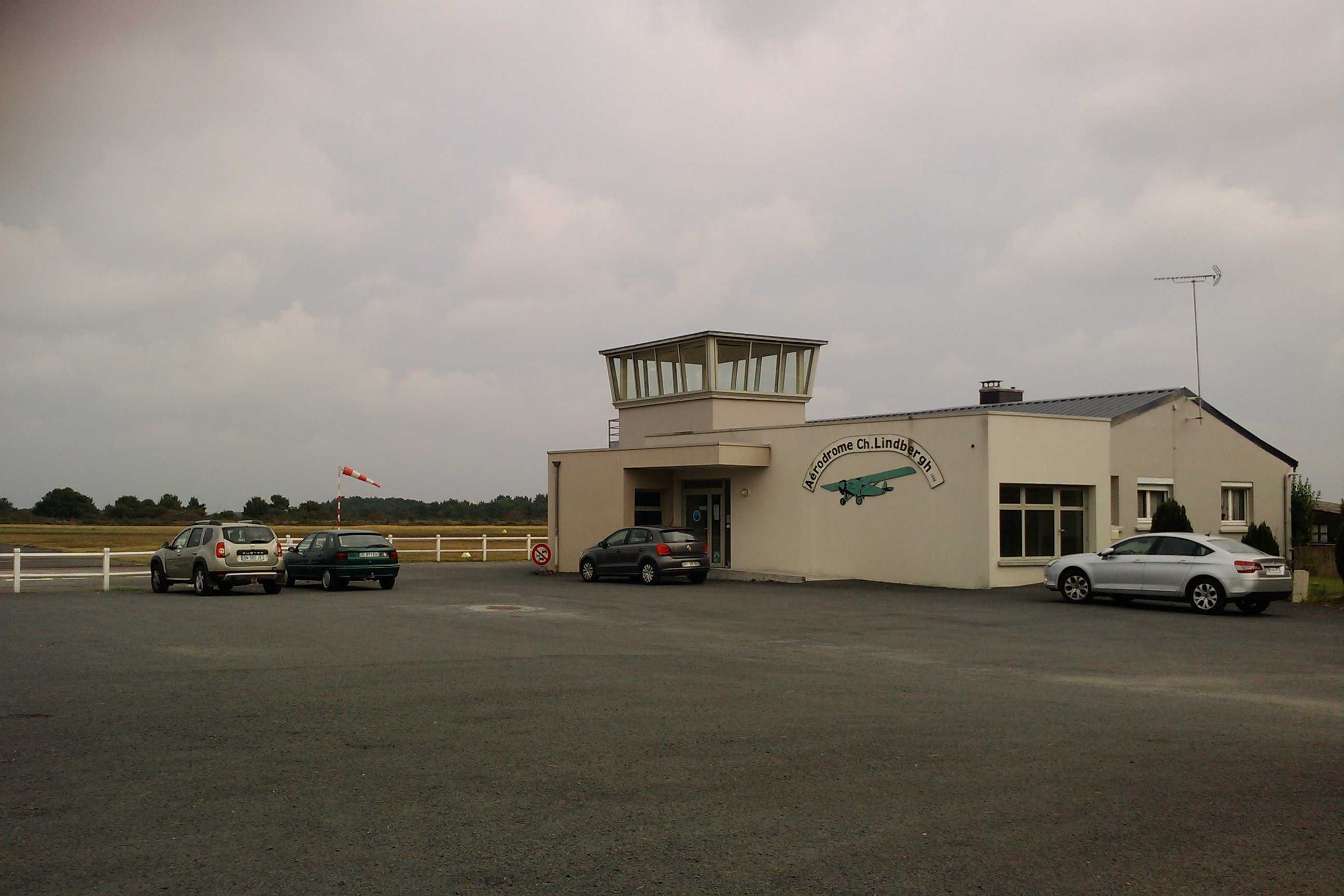
莱赛飞行场

莱赛位于库唐斯—索特瓦铁路上，该铁路已于1972年关闭。
距离莱赛最近的运营中的客运铁路车站为22公里外的库唐斯站，该停靠往返于卡昂和格朗维尔一线的区域列车，部分班次可直通雷恩。

### 航空
莱赛境内建有同名飞行场，供当地商务及救援活动使用。
距离莱赛最近的民用航空站为55公里外的瑟堡机场，该机场开行前往地中海地区多个城市的季节性航班。

### 城市公共交通
截至2023年8月，莱赛暂无城市公共交通系统。

## 政治

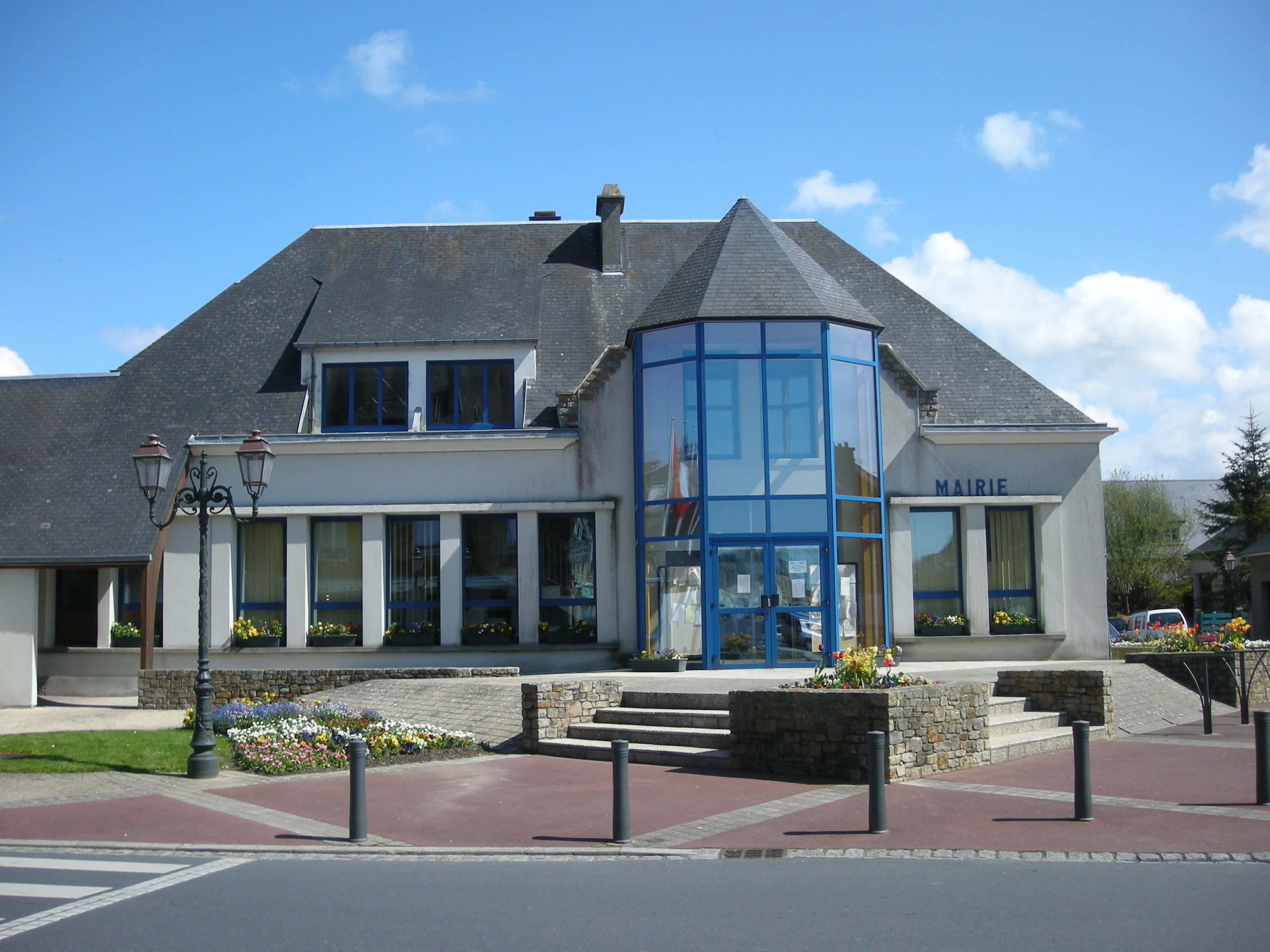
莱赛市政厅

莱赛的现任市长为斯特凡妮·莫贝女士（Stéphanie MAUBÉ），她是一名无党派人士，在2020年的市政选举中获得了58.19%的支持率。
在2022年的法国总统大选中，法国第25任总统埃马纽埃尔·马克龙在莱赛获得了51.96%的支持率。

## 人口
2020年，莱赛市镇人口数量为2,240，在法国排名第4,885位。其中男性1,088人，女性1,148人，75岁及以上人口占10.1%，外籍人口数量为17人，人口密度为101人/平方公里，当地居民被称为（男性）或（女性）。2020年，莱赛境内出生13人，死亡人口26人。
| 莱赛1901年－2020年人口变化情况 |
|                                |
| 数据来源：Cassini、INSEE       |

## 经济
莱赛是一个区域性的中心城市。截至2023年8月，莱赛市镇范围内共有各类用人单位（包含自雇）347家，平均历史为17年，其中96.67%为中小型企业（PME），2023年6月至8月间，当地的经济活力指数为0。（蔬果销售）、（蔬果储存）及（蔬果储存）是当地2021年营业额最高的三个企业，分别为329,013,136欧元、218,215,948欧元和28,435,226欧元。

## 财政与居民收入
2021年，莱赛的财政收入总额为3,397,150欧元，财政支出总额为2,396,480欧元，当年的债务总额为1,767,300欧元。2021年，莱赛市镇通过增值税获得178,200欧元的收入，此外当地还共获得了189,110欧元的国家直接财政补助。
2019年，莱赛的人均月收入总额为1,906欧元，其中高级职员为4,043欧元，低于法国平均水平（4,230欧元）；中级职员为2,210欧元，低于法国平均水平（2,411欧元）；普通职员为1,647欧元，亦低于法国平均水平（1,740欧元）。
2019年，莱赛境内的贫困率为14%，青壮年（15至64岁）失业率为10.7%；当地34.7%的家庭拥有纳税资格，平均纳税2,800欧元，低于法国平均水平（4,393欧元）。

## 社会事务

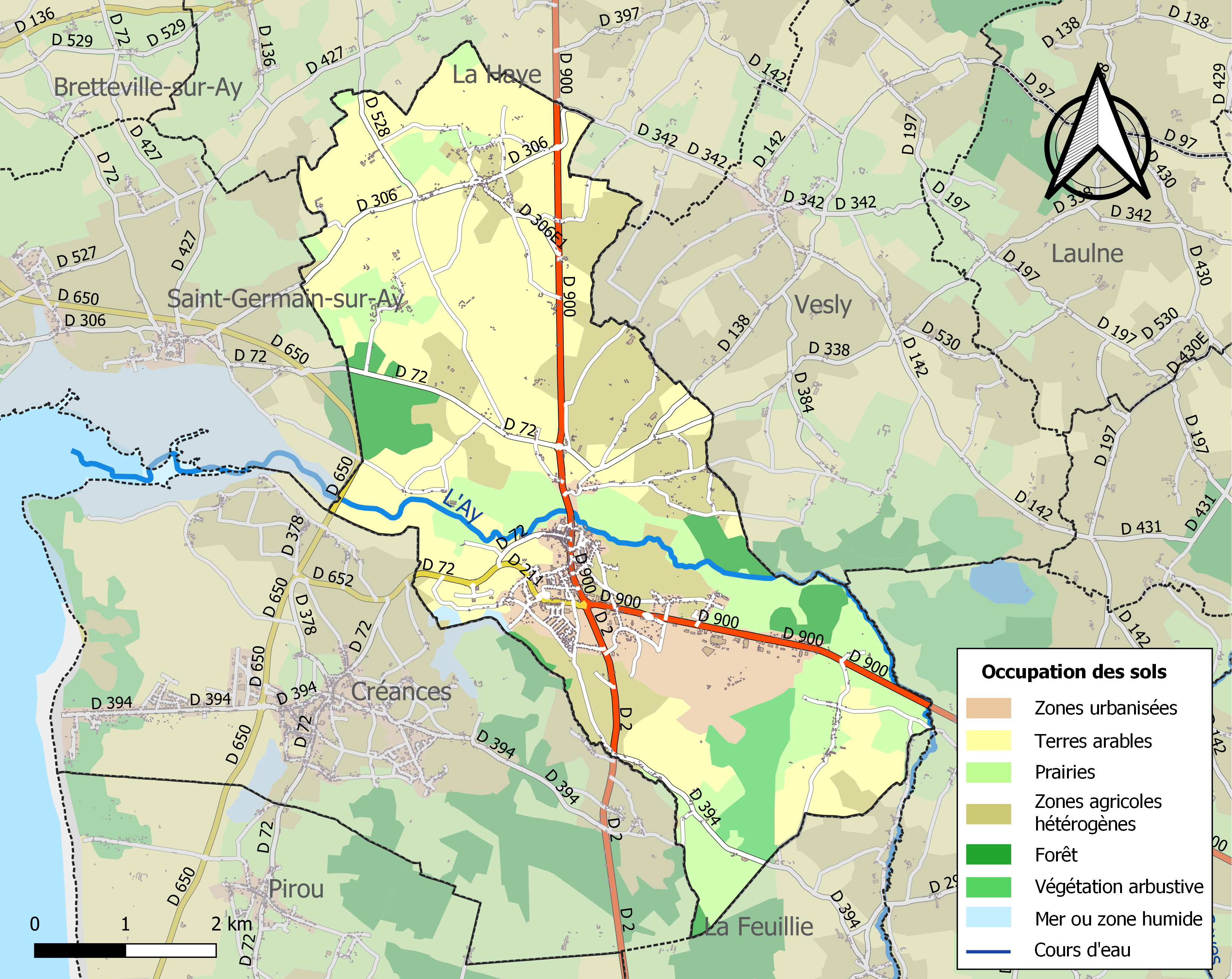
莱赛土地利用情况地图

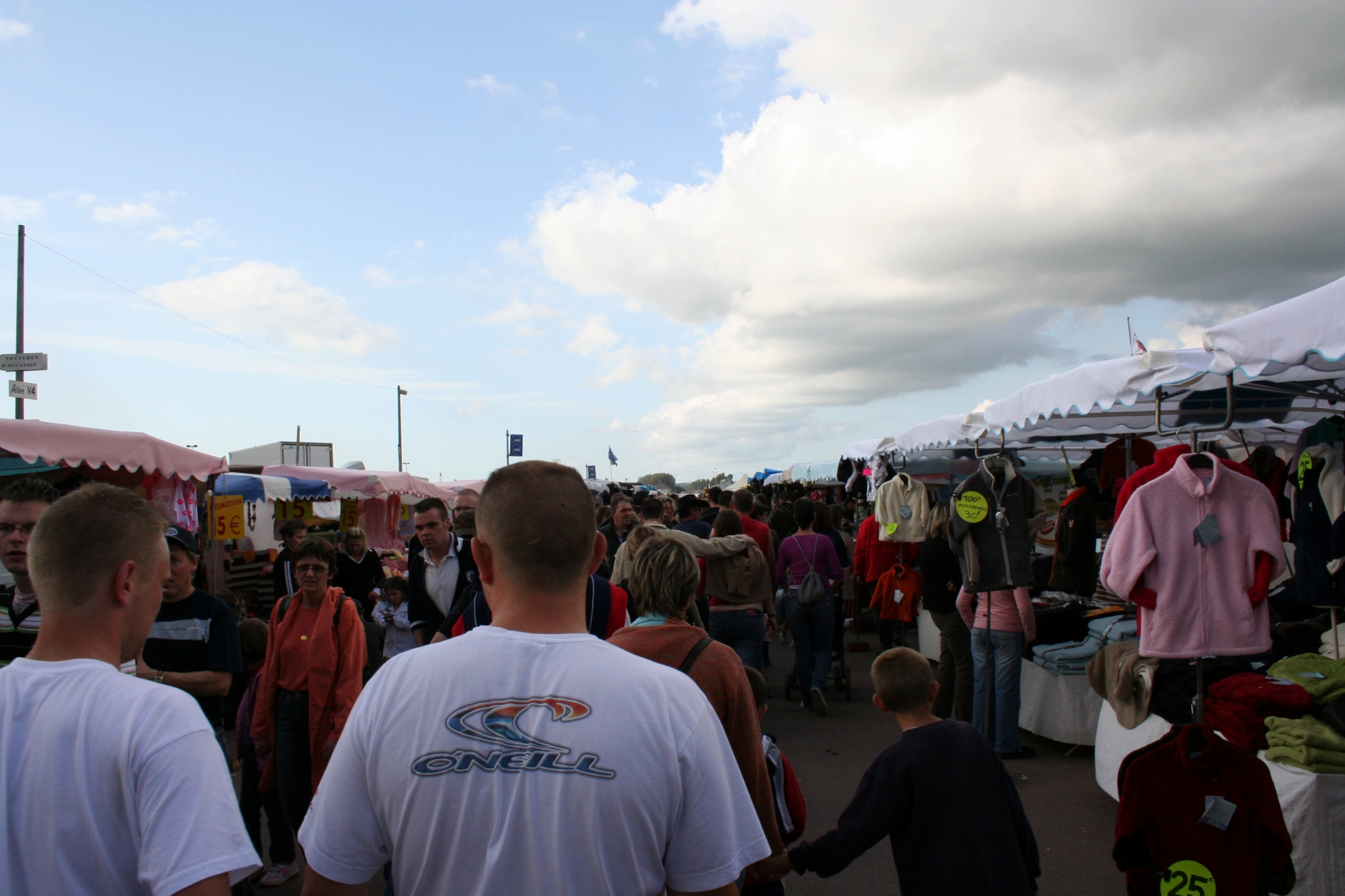
莱赛集市

### 教育
莱赛属于诺曼底学区。截至2021年1月1日，莱赛境内共有1所小学和1所初级中学。2021至2022学年度，莱赛境内共有在校中等教育阶段学生292名。

### 医疗
截至2021年1月1日，莱赛境内共有全科医生4名、保健师2名、牙医2名和护士12名。境内共有药房1家。
距离莱赛最近的区域性医疗机构为库唐斯中心医院（Centre Hospitalier de Coutances），其主病区位于库唐斯市区，距离莱赛市区的正常车程大约24分钟，该院设有床位418个，是当地规模最大的公立综合性医院。

### 住房
2019年，莱赛境内共有各类住房1,280套，其中95.2%为独立式居民区，4.3%为集中式居民区。常住房屋占莱赛市镇范围内居民建筑总量的81.4%。
在住房保障政策方面，2021年，莱赛境内共有184户家庭获得了住房经济补助，受益人数占总人口数量的8.2%，其中172份为房租补助。

### 商业
2021年，莱赛境内共有各类实体商铺56家，其中餐厅4家、大型超市2家、杂货店2家、面包房2家、美容美发店4家、汽车维修店5家。市区建有Intermarché、Lidl等购物超市。

### 体育
2021年，莱赛境内共有1间体育馆、3处网球场、1处足球或橄榄球场以及1处篮球或排球场。
截至2023年8月，莱赛境内共有两家注册足球俱乐部。莱赛体育联盟（US Lessay，编号516365）是当地的代表性足球队，成立于1924年，其主队2023至2024赛季参加芒什省足球联赛乙组（法国第十级别），其主场为马塞尔·拉蒙塔涅球场（Stade Marcel Lamontagne）。

### 环境
莱赛的环境事务由其所属的中部芒什西海岸市镇公共社区联合各级政府协调负责。2021年，莱赛境内暂无污染企业。

### 治安
2021年，莱赛市镇范围内有1处宪兵队。
莱赛及其附近的共93个市镇是库唐斯国家宪兵队（zone gendarmerie de Coutances）的管辖范围。2020年，该宪兵队累计记录各类案件1,505起，其中盗窃类案件675起，经济类案件297起，毒品交易类案件37起。

## 文化

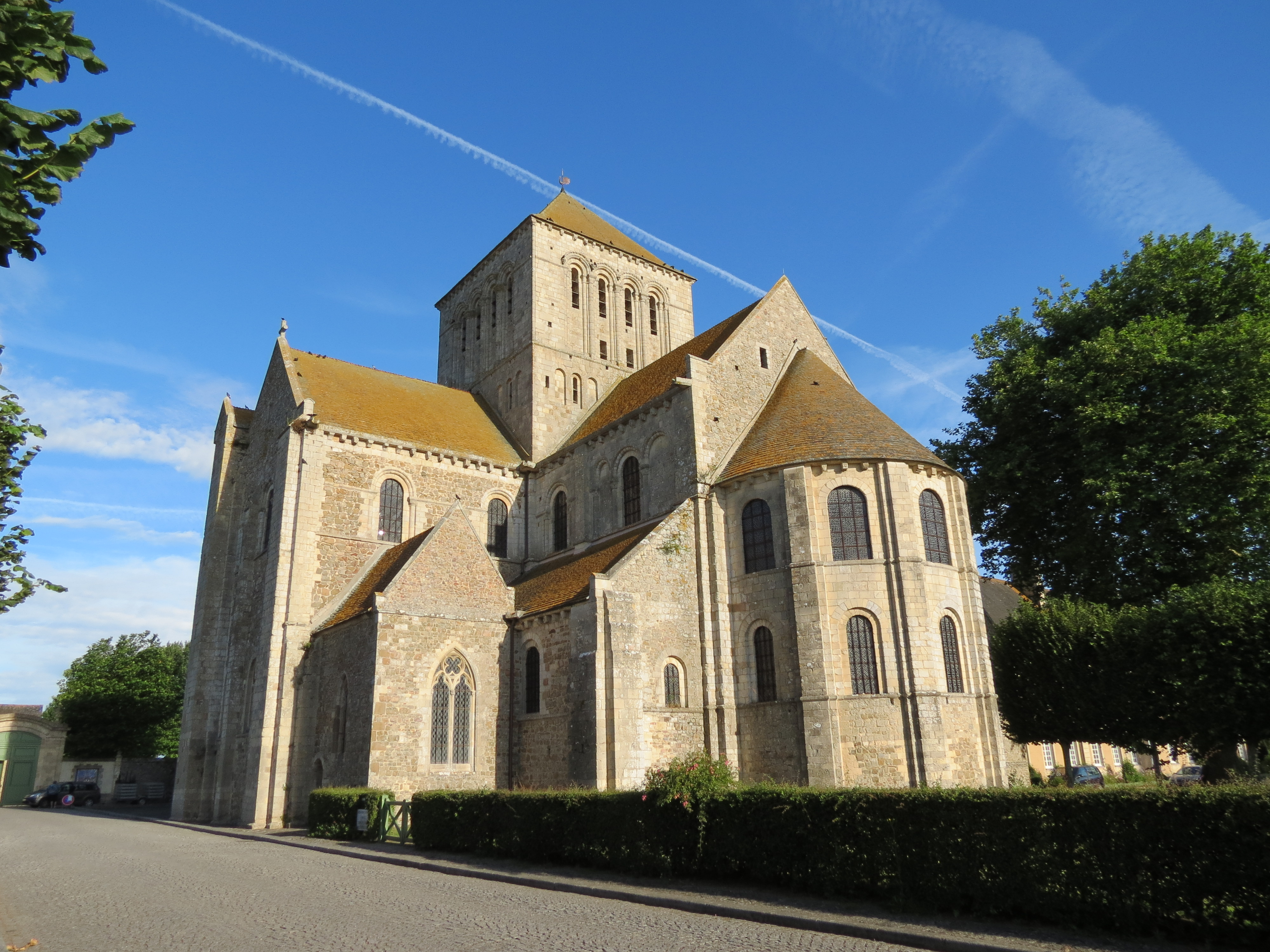
圣三修道院

2021年，莱赛境内暂无任何文化设施。莱赛市政府提供多媒体中心，每周一至五向公众开放。

### 建筑
莱赛境内有多处历史建筑，其中圣三修道院、教堂等为法国国家文物保护单位等，教堂则是当地的地标性建筑物。

### 旅游
莱赛的旅游事务由其所属的中部芒什西海岸市镇公共社区负责。2022年，莱赛境内共有2家酒店共计36间房间。

### 媒体
法国主要的媒体均可在莱赛接收，法国电视三台下属的诺曼底大区频道在部分时段播出莱赛所在芒什省的地方新闻。

## 相关人物
法国历史学家乔治·德德维斯·迪代泽尔及原芒什省省长让-弗朗索瓦·勒格朗出生于莱赛。

## 友好城市
截至2023年8月，莱赛共与两座城市建立了友好城市关系：
- 德国 恩尼格洛
- 羅馬尼亞 瑟伯瓦尼乡